# Gold Lion
«Gold Lion» (en español: «León dorado») es una canción de la banda estadounidense Yeah Yeah Yeahs. Fue lanzado el 21 de marzo de 2006 como el primer sencillo de su segundo álbum, Show Your Bones. Obtuvo una modesta recepción comercial en Estados Unidos y el Reino Unido. Según la opinión de algunos críticos musicales distinguieron cierta similitud con la canción "No New Tale To Tell" de Love and Rockets. El video musical de la canción fue dirigido por Patrick Daughters.

## Lista de canciones
Sencillo en CD
1. «Gold Lion» – 3:09
2. «Let Me Know» (Demo) – 3:31
3. «Gold Lion» (Diplo's Optimo remix) – 4:04
4. «Gold Lion» (Nick Zinner remix) – 3:14

## Posicionamiento en listas
| Lista (2006)                        | Mejor posición |
| ----------------------------------- | -------------- |
| Canadá (Canadian Singles Chart)     | 2              |
| Estados Unidos (Billboard Hot 100)  | 88             |
| Estados Unidos (Modern Rock Tracks) | 14             |
| Irlanda (IRMA)                      | 37             |
| Reino Unido (UK Singles Chart)      | 18             |